# Macrocoma latifrons
Macrocoma latifrons là một loài bọ cánh cứng trong họ Chrysomelidae. Loài này được Lindberg miêu tả khoa học năm 1953.